# Industrie du spectacle
 (août 2016).
Si vous disposez d'ouvrages ou d'articles de référence ou si vous connaissez des sites web de qualité traitant du thème abordé ici, merci de compléter l'article en donnant les références utiles à sa vérifiabilité et en les liant à la section « Notes et références ».
 (octobre 2024).
- Si vous ne connaissez pas le sujet, laissez ce bandeau (vous pouvez alors contacter les auteurs).
- Si vous supprimez le contenu mis en cause (vous pouvez préalablement contacter les auteurs),

argumentez précisément cette suppression dans la page de discussion
(un manque de référence n'est pas un argument ; une recherche réelle de référence doit avoir été effectuée, être formellement documentée).
L'industrie du spectacle ou industrie du divertissement (ou, par anglicisme, show business ou show-biz) recouvre l’ensemble de l'industrie du divertissement.

## Présentation
L'expression « show business » remonte aux années 1930 et a été ensuite diffusée par les médias et la littérature. Si le mot est un peu passé de mode, l’immense poids économique et populaire qu’il recouvre n’a jamais été aussi présent. 
Par extension, l'industrie du spectacle désigne l’ensemble de ceux qui gravitent dans cet environnement, qu’ils se nomment vedettes, idoles ou célébrités.
D'une façon générale, l’expression « industrie du spectacle » recouvre l’ensemble des secteurs du divertissement, mais plus particulièrement :
- Le cinéma ;
- La musique ;
- Le théâtre ;
- Les spectacles de scène et du music-hall ;
- La télévision ;
- Le cirque ;
- Plus récemment, le jeu vidéo, la mode et le sport.

## Caractéristiques

### Capitales de l'industrie du spectacle

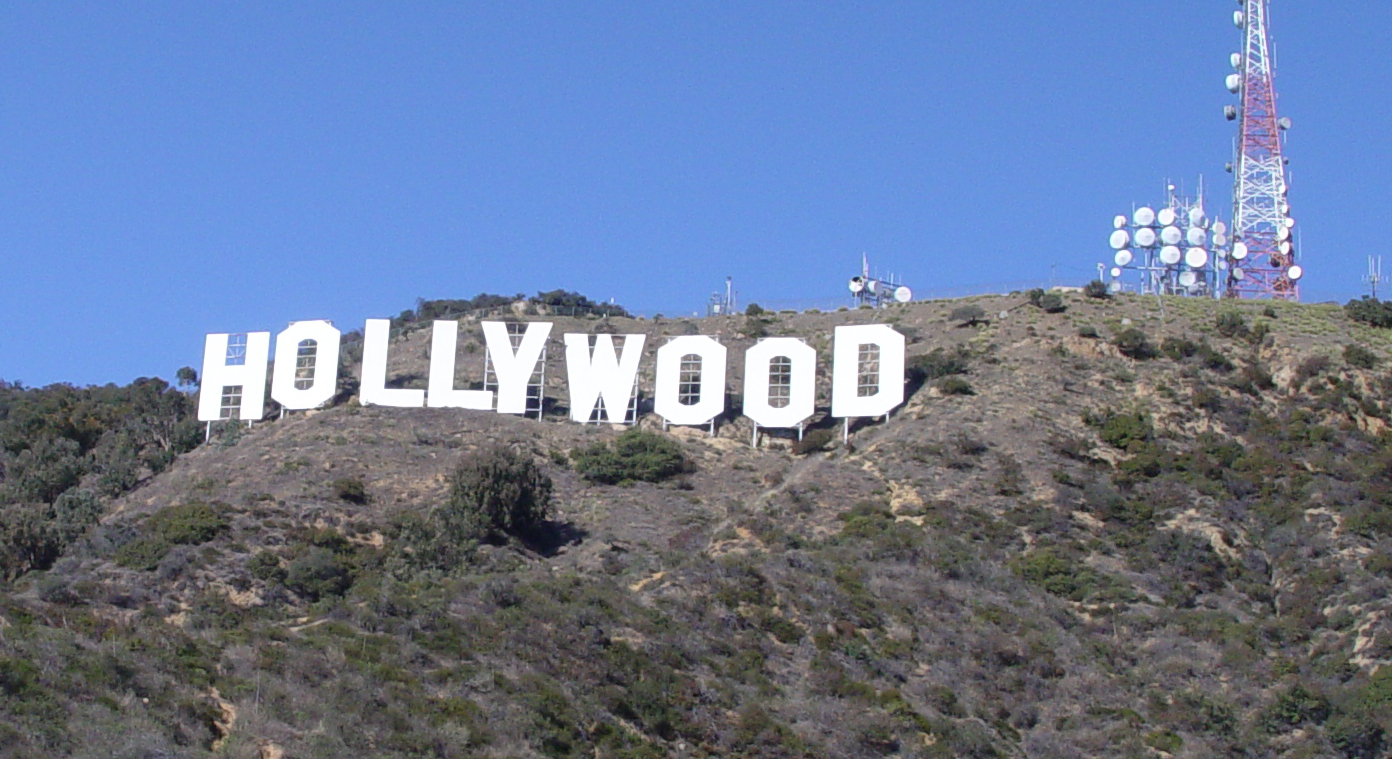

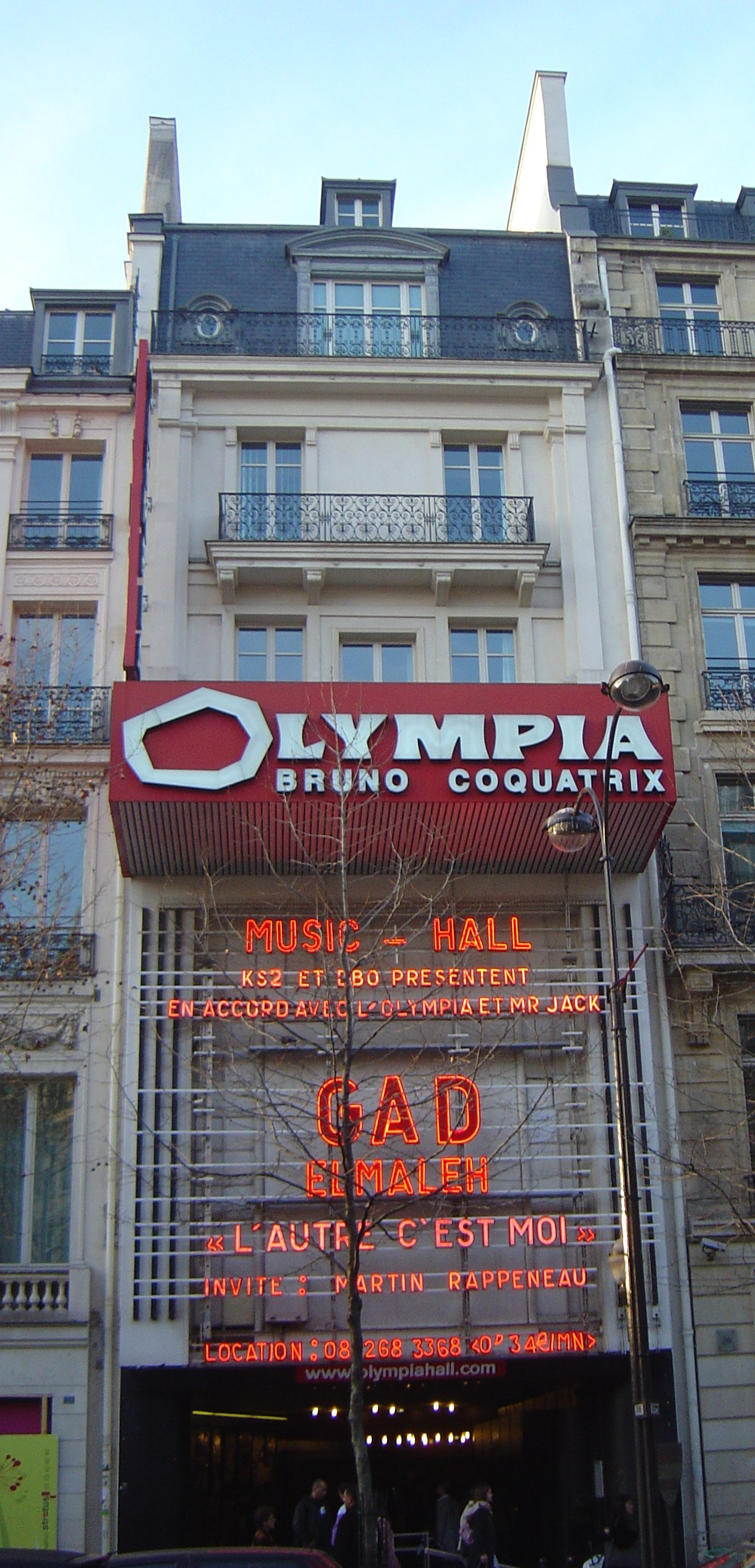

Plusieurs villes sont considérées comme les capitales d'un domaine particulier du divertissement. Los Angeles (Hollywood), Bombay (Bollywood) et Cannes pour l'industrie du film, New York (Broadway) et Londres pour les arts de la scène et le music-hall, Las Vegas pour la musique de variétés, Moscou et Pékin pour le cirque et finalement Saint-Tropez, Malibu ou les Bermudes pour les résidences des célébrités.   

### Lieux mythiques
Certains lieux célèbrent l'industrie du spectacle, comme L'Olympia et L'Étoile à Paris, le Kodak Theatre (Oscars) à Los Angeles, Memphis, Les Caves du Roy à Saint-Tropez, Times Square à New York, MGM à Las Vegas et le Walk of Fame à Los Angeles.

### Célébrités

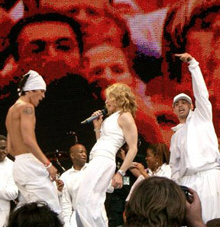
Madonna

Les stars de cinéma (Leonardo DiCaprio, Tom Cruise, Brad Pitt, Angelina Jolie, Denzel Washington, etc.), les chanteurs (Frank Sinatra , Elvis Presley, The Beatles, Michael Jackson, Madonna, Bruno Mars, Beyoncé, Ariana Grande, etc.), mais aussi dans des domaines aussi divers que la télévision, la mode ou le sport (Paris Hilton, Naomi Campbell, David Beckham, etc.).
- Liste des cent plus gros revenus des célébrités de l'industrie du spectacle en 2006 (source Forbes[1])

- Lady Gaga
- Tom Cruise
- Rolling Stones
- Oprah Winfrey
- U2
- Tiger Woods
- Steven Spielberg
- Howard Stern
- 50 Cent
- Les Soprano
- Dan Brown
- Bruce Springsteen
- Donald Trump
- Mohamed Ali
- Paul McCartney
- George Lucas
- Elton John
- David Letterman
- Phil Mickelson
- J. K. Rowling
- Brad Pitt
- Peter Jackson
- Phil McGraw
- Jay Leno
- Céline Dion
- Kobe Bryant
- Michael Jordan
- Johnny Depp
- Jerry Seinfeld
- Simon Cowell
- Michael Schumacher
- Tom Hanks
- Rush Limbaugh
- Denzel Washington
- Cast of Desperate Housewives
- Jennifer Aniston
- Angelina Jolie
- Mary-Kate et Ashley Olsen
- Nicole Kidman
- The Eagles
- Rod Stewart
- Shaquille O'Neal
- Jerry Bruckheimer
- David Beckham
- Jessica Simpson
- Andrew Lloyd Webber
- LeBron James
- Neil Diamond
- Alex Rodriguez
- Will Smith
- Dick Wolf
- Dave Matthews Band
- Tom Brady
- Ronaldinho
- Jodie Foster
- Ray Romano
- Paris Hilton
- Lindsay Lohan
- Jessica Alba
- Eva Longoria
- Adam Sandler
- Derek Jeter
- Jennifer Lopez
- Rick Warren
- Scarlett Johansson
- Katie Couric
- Maria Sharapova
- Valentino Rossi
- Halle Berry
- James Patterson
- Leonardo DiCaprio
- Kiefer Sutherland
- Jim Carrey
- Cameron Diaz
- Gisèle Bündchen
- Renée Zellweger
- Carson Palmer
- Michelle Wie
- Reese Witherspoon
- Bill O'Reilly
- Kate Moss
- Diane Sawyer
- Sean (Diddy) Combs
- John Grisham
- Rachael Ray
- Dave Chappelle
- Larry the Cable Guy
- Tyra Banks
- George Lopez
- Regis Philbin
- Serena Williams
- Ryan Seacrest
- Wolfgang Puck
- Venus Williams
- Annika Sörenstam
- Matthew Broderick
- Mel Brooks
- Emeril Lagasse
- Nicole Richie
- Heidi Klum
- Mario Balotelli
- Eric Idle
- Adriana Lima
- Ty Pennington

### Empires économiques
Liste non exhaustive :
- Bertelsmann
- BSkyB (CA : 6 Md €)
- EMI Group (CA : 3Md €)
- Hearst Corporation
- MTV
- National Basketball Association (NBA)
- News Corporation (CA : 19 Md €)
- NBC Universal (CA : 10 Md €)
- Sony (CA : 53 Md €)
- Time Warner (CA : 34 Md €)
- Viacom (CA : 19 Md €)
- Vivendi (CA : 20 Md €)
- The Walt Disney Company (CA : 27 Md €)

Le marché de la musique représentait environ 17 milliards d'euros en 2006. Celui du cinéma environ 18 milliards d'euros en 2005.

### Médias

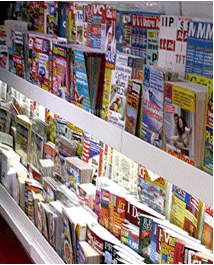
Titres de presse magazine.

Il s'agit de la presse people.
- Closer
- Gala
- Bild
- Paris Match
- Public
- The National Enquirer
- The Sun
- Vanity Fair
- Voici

### Métiers

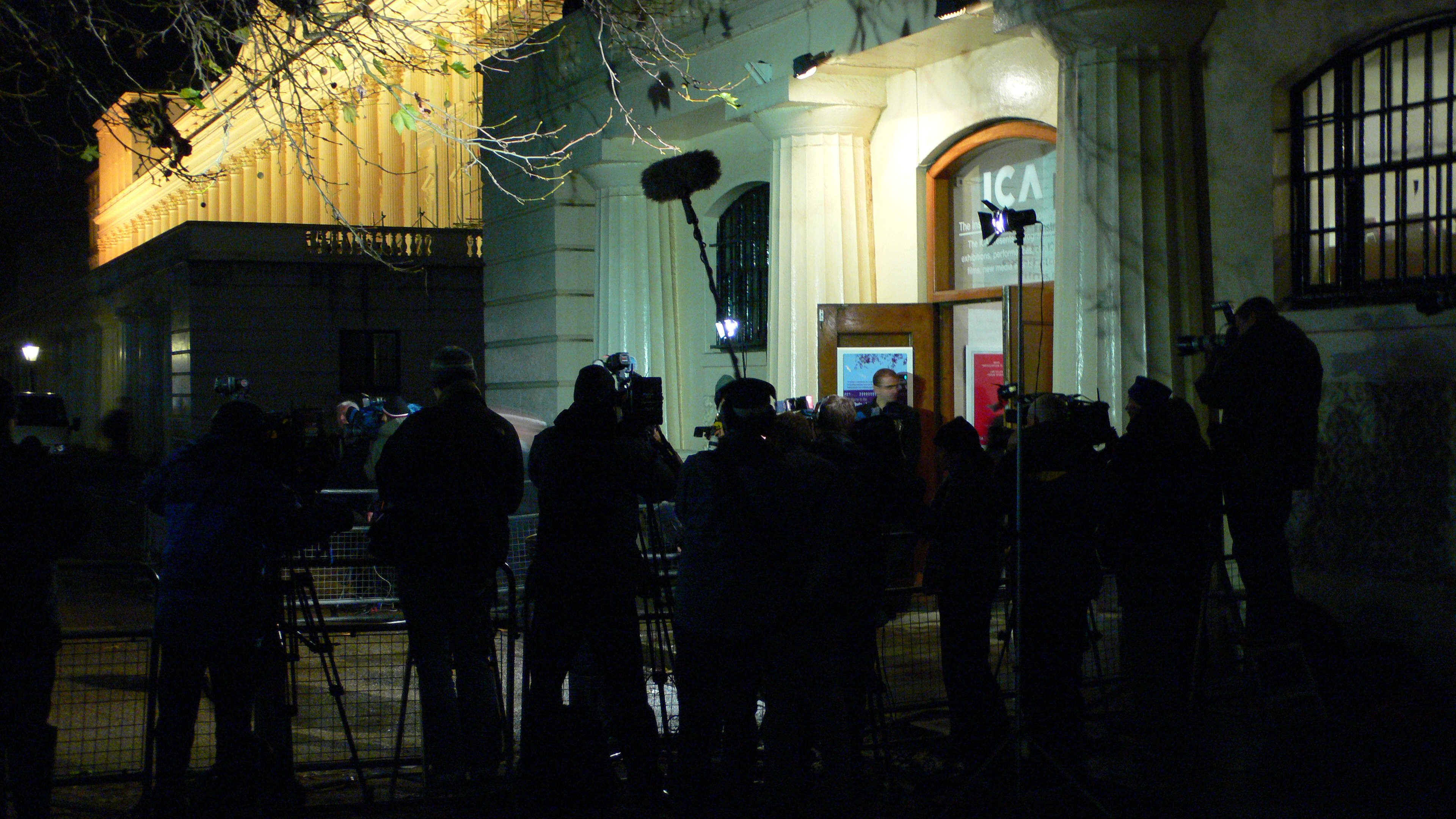

- Catégorie:Métier du cinéma
- Catégorie:Métier du théâtre
- Catégorie:Métier de la danse
- Catégorie:Métier de la télévision
- Catégorie:Acteur
- Catégorie:Actrice

- Catégorie:Chanteur
- Catégorie:Chanteuse
- Catégorie:Disc jockey
- Intermittent du spectacle
- Imprésario
- Paparazzi
- Producteur de musique
- Producteur de cinéma
- Etc.